# Coup de poing sauté
Un coup de poing sauté ou superman punch ou cobra punch est une technique de frappe exécutée en sautant. L’impulsion peut se prendre indifféremment sur un ou deux pieds.

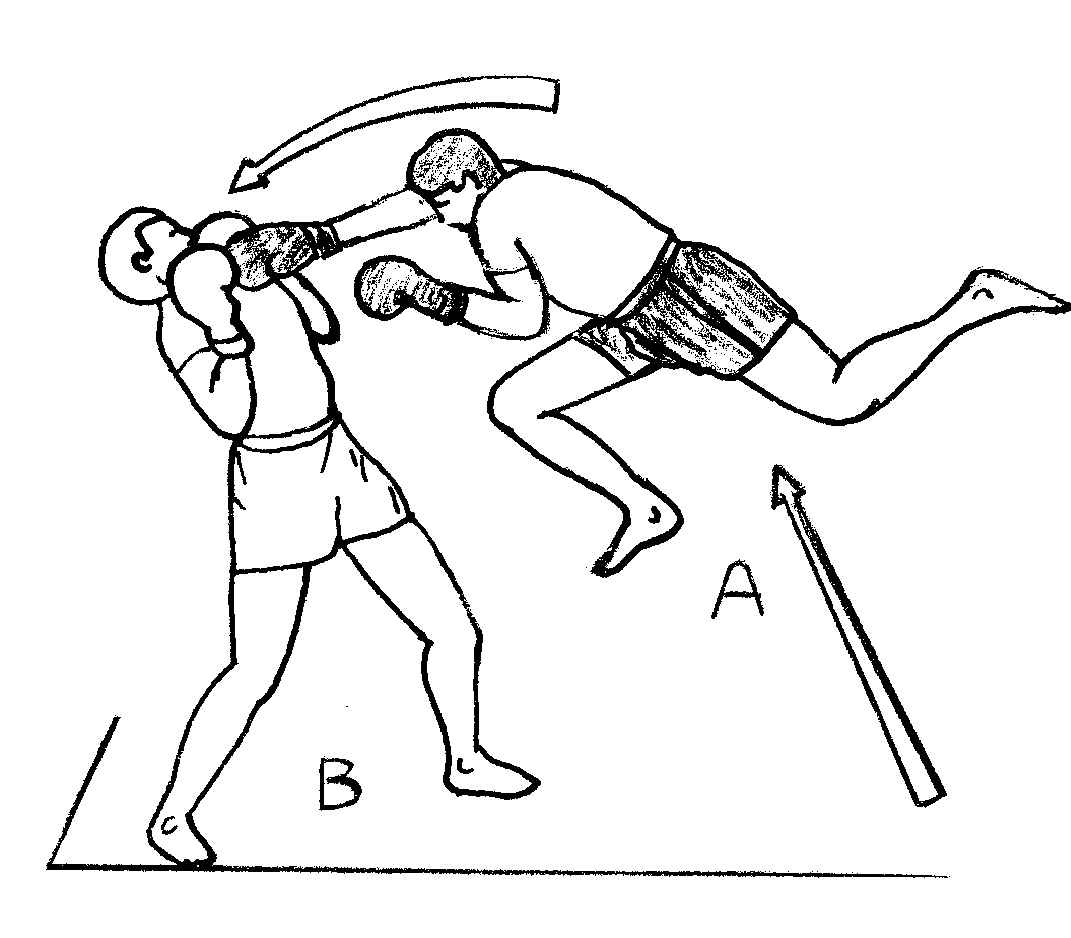
Coup de poing sauté.

## Utilisation par discipline
C’est une technique très utilisée en Muay Thai et en MMA.  Le plus souvent le coup porté est un cross (direct long du bras arrière). On retrouve cette technique dans de nombreuses boxes pieds-poings. Elle est également utilisée dans le catch, en effet, le lutteur américain d'origine samoan Roman Reigns en fait l'une de ses prises favorites.
En boxe anglaise elle est très peu pratiquée. Un des rares combattants à l’utiliser est l’anglais Naseem Hamed dans les années 1990.

## Référence
1. ↑  (en) 2 Ways To Land a killer superman punch in Muay Thai (muaythaimagic.com)